# Flora Martínez
Samara Joy (Montréal, 1977. november 1. –), kanadai-kolumbiai énekesnő, színésznő.

## Pályafutása
Montréalban született. Édesanyja kanadai, apja kolumbiai. Bogotában és Vancouverben nőtt fel. Kanadai állampolgár, folyékonyan beszél franciául, spanyolul és angolul.
Karrierjét a televíziózásban kezdte Kolumbiában, telenovellákban.
1997-1999 között a New Yorkban, az Actors Conservatory in New York City-n tanult. 1999-ben szerepelt első nagyjátékfilmjében, a Soplo de Vida című filmben, amelyért elnyerte a legjobb színésznő díját a franciaországi Biarritz Filmfesztiválon.
2011-ben a La Bruja (A boszorkány) című televíziós sorozat főszereplője volt.
Legismertebb a Rosario Tijeras című filmje. 2005-ben a legjobb spanyol nyelvű külföldi filmnek járó Goya-díjra jelölték.

## Albumok
- 2016: Flora
- 2018: Flores Para Frida

Kislemezek
- 2018: I Just Wanna Stop
- 2018: The Tequilera
- 2018: Sway - Quién Será
- 2018: Quando Quando Quando-Cuando Cuando Cuando

## Díjak
- 1999: Soplo de Vida (legjobb színésznő).
- 2005: Goya-díj (jelölés).

## Filmek
Flora Martínez az IMDb-n
- Breve storia di lunghi tradimenti (2012)
- DiDi Hollywood (2010)
- Lastrain (corto) (2010)
- Desencanto (corto) (2009)
- Arte de Roubar (2008)
- Canciones de amor en Lolita's Club (2007)
- Tuya siempre (2007)
- Rosario Tijeras (2005) – Rosario: „Rosario Tijeras”
- Downtown: A Street Tale (2004)
- Violeta de mil colores (2003)
- 5 hombres para Lucy (2002)
- La vida secreta de un dentista (2002)
- Prueba de vida (2000)
- Adios, Maria Felix (1999)